# Sheldon Richardson
Sheldon Richardson (St. Louis, 29 novembre 1990) è un giocatore di football americano statunitense che milita nel ruolo di defensive tackle per i Minnesota Vikings della National Football League (NFL). Fu scelto nel corso del primo giro (13º assoluto) del Draft NFL 2013 dai New York Jets. Al college giocò a football all’Università del Missouri.

## Carriera

### New York Jets

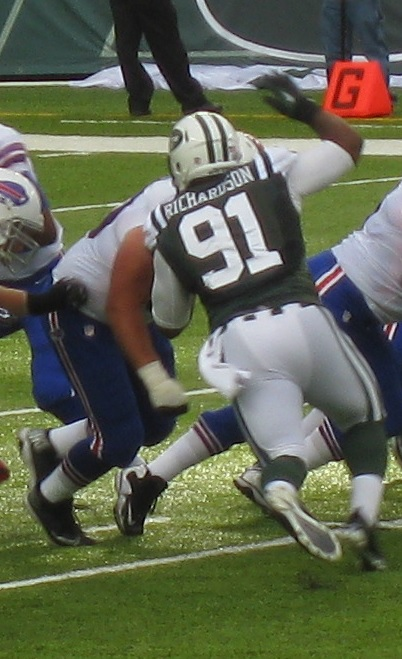
Richardson con i Jets

Richardson era considerato uno dei migliori defensive tackle selezionabili nel Draft NFL 2013. Il 25 aprile fu scelto come tredicesimo assoluto dai Jets. Il 25 luglio firmò un contratto quadriennale del valore di 10,05 milioni di dollari, tutti garantiti. Debuttò come professionista partendo come titolare nella vittoria della settimana 1 contro i Tampa Bay Buccaneers mettendo a segno 7 tackle e 0,5 sack. Due settimane dopo i Jets ottennero la loro seconda vittoria contro i Buffalo Bills in cui Richardson mise a segno un sack su EJ Manuel. Nella vittoria del Monday Night Football della settimana 5 sugli Atlanta Falcons mise a referto un altro sack su Matt Ryan. Dopo la settimana 12, Richardson fu premiato come difensore rookie del mese di novembre in cui fece registrare complessivamente 22 tackle (di cui 4 tackle for loss) e 1,5 sack.
Nella settimana 15 contro i Carolina Panthers, Richardson fu utilizzato dai Jets anche in attacco nelle situazioni di vicinanza alla goal line, correndo due volte e segnando un touchdown su corsa. Nell'ultima gara della stagione i Jets guastarono i piani dei rivali Dolphins andando a vincere in trasferta ed eliminandoli dalla corsa ai playoff. In quella gara Sheldon segnò un altro touchdown. La sua annata terminò con 77 tackle, 3,5 sack e un fumble forzato in 16 presenze, tutte tranne una come titolare, venendo premiato come rookie difensivo dell'anno. A fine stagione fu votato al 94º posto nella NFL Top 100.
Il primo sack del 2014, Richardson lo mise a segno nel Monday Night Football della settimana 3 su Jay Cutler dei Chicago Bears. La sua seconda annata si chiuse con 67 tackle e un nuovo primato personale di 8 sack (leader della squadra), venendo convocato per il suo primo Pro Bowl al posto dell'infortunato Gerald McCoy e inserito al 55º posto nella NFL Top 100
Il 2 luglio 2015, Richardson fu sospeso per le prime quattro partite della stagione per essere risultato positivo ai test antidoping. Nel resto della stagione disputò 11 partite con 5 sack. L'ultima stagione di Richardson a New York fu quella del 2016 con 62 tackle e 1,5 sack in 15 presenze.

### Seattle Seahawks
Il 1º settembre 2017, Richardson fu scambiato con i Seattle Seahawks per il wide receiver Jermaine Kearse e una scelta del secondo o del terzo giro del draft 2018. Nella settimana 5 contro i Los Angeles Rams mise a segno il primo intercetto in carriera ai danni di Jared Goff e recuperò un fumble forzato dal compagno Frank Clark. Il 10 dicembre fu espulso per la prima volta in carriera per essere stato coinvolto in una rissa nel finale della gara persa coi Jaguars.

### Minnesota Vikings
Il 16 marzo 2018, Richardson firmò un contratto di un anno con i Minnesota Vikings.

### Cleveland Browns
Il 14 marzo 2019 Richardson firmò un contratto triennale con i Cleveland Browns.

### Minnesota Vikings
Il 15 giugno 2021 Richardson firmò un contratto annuale per fare ritorno ai Vikings.

## Palmarès
- Convocazioni al Pro Bowl: 1

2014
- Rookie difensivo dell'anno - 2013
- PFWA All-Rookie Team - 2013
- Difensore rookie del mese: 1

novembre 2013